# Resolutie 817 Veiligheidsraad Verenigde Naties
Resolutie 817 van de Veiligheidsraad van de Verenigde Naties werd unaniem aangenomen door de VN-Veiligheidsraad op 7 april 1993, en beval Republiek Macedonië, het tegenwoordige Noord-Macedonië, aan als kandidaat-VN-lidstaat.

## Achtergrond
In 1991 vielen de zes deelrepublieken van Joegoslavië uit elkaar. Dat was meteen het startsein van een bloedige burgeroorlog. Een van de partijen was de nieuwe Republiek Macedonië, die aan Griekenland grenst. Dit laatste land heeft een regio die eveneens Macedonië heet, en eist dat de Republiek Macedonië van naam verandert, omdat haar huidige naam een aanspraak zou inhouden op de Griekse regio. In juni 2018 bereikten de regeringen van Macedonië en Griekenland een voorlopig compromis over de naam 'Republiek Noord-Macedonië' en sinds 12 februari 2019 heet het land officieel Noord-Macedonië.

## Inhoud
De Veiligheidsraad:
- Heeft de aanvraag voor VN-lidmaatschap bestudeerd.
- Bemerkt dat er aan de criteria in Artikel 4 van het Handvest wordt voldaan.
- Bemerkt doch dat er onenigheid is over de naam en dat deze onenigheid eerst moet worden opgelost.
- Verwelkomt het feit dat het stuurcomité van de Internationale Conferentie over Voormalig Joegoslavië in de zaak wil bemiddelen.
- Neemt nota van de brieven van de partijen.

1. Dringt er bij de partijen op aan te blijven samenwerken met de Stuurgroep om de zaak snel te regelen.
2. Beveelt de Algemene Vergadering aan het land, dat binnen de VN zal bekendstaan als de voormalige Joegoslavische Republiek Macedonië tot het geschil over de naam is opgelost, VN-lidmaatschap te verlenen.
3. Vraagt de secretaris-generaal om het resultaat van het initiatief van de stuurgroep te rapporteren.

## Verwante resoluties
- Resolutie 800 Veiligheidsraad Verenigde Naties (Slowakije)
- Resolutie 801 Veiligheidsraad Verenigde Naties (Tsjechië)
- Resolutie 828 Veiligheidsraad Verenigde Naties (Eritrea)
- Resolutie 829 Veiligheidsraad Verenigde Naties (Monaco)

Lijst ·  800 ·  801 ·  802 ·  803 ·  804 ·  805 ·  806 ·  807 ·  808 ·  809 ·  810 ·  811 ·  812 ·  813 ·  814 ·  815 ·  816 ·  817 ·  818 ·  819 ·  820 ·  821 ·  822 ·  823 ·  824 ·  825 ·  826 ·  827 ·  828 ·  829 ·  830 ·  831 ·  832 ·  833 ·  834 ·  835 ·  836 ·  837 ·  838 ·  839 ·  840 ·  841 ·  842 ·  843 ·  844 ·  845 ·  846 ·  847 ·  848 ·  849 ·  850 ·  851 ·  852 ·  853 ·  854 ·  855 ·  856 ·  857 ·  858 ·  859 ·  860 ·  861 ·  862 ·  863 ·  864 ·  865 ·  866 ·  867 ·  868 ·  869 ·  870 ·  871 ·  872 ·  873 ·  874 ·  875 ·  876 ·  877 ·  878 ·  879 ·  880 ·  881 ·  882 ·  883 ·  884 ·  885 ·  886 ·  887 ·  888 ·  889 ·  890 ·  891 ·  892